# Римский мост (Кёльн)
Римский мост (нем. Römerbrücke) древнеримский мост в древнем римском Кёльне (лат. Colonia Claudia Ara Agrippinensium, коротко — CCAA, по-немецки — Claudische Kolonie und Opferstätte der Agrippinenser) — первый капитальный мост через Рейн. Мост построен по приказу императора Константина Великого для возможности быстрого перехода через реку XXII Первородного легиона. Отсюда второе название моста — Константинов. В нескольких десятках метров выше по течению в настоящее время эксплуатируется кёльнский мост Дойц.

## Основание
Согласно великолепной речи некоего ритора Евмения (Eumenius), произнесенной им в честь императора Константина в Трире следует, что строительные работы по сооружению моста через Рейн начались в 310 году:
(Франки) и до сего времени не всегда решались пересекать бурный поток, а теперь, со строительством моста, их (коварные) планы тем более иссякнут.
Год основания моста был подтверждён дендрохронологическими исследованиями годичных колец сохранившихся тяжёлых дубовых мостовых балок, ныне экспонирующихся в кёльнском Римско-Германском музее. Для строительства моста использовалась также буковая и пихтовая древесина.
Константинов мост связал центр левобережного римского Кёльна с правобережным каструмом Дивития (Kastell Deutz) нынешнего Дойца. Он стал первым капитальным мостом через Рейн, «преизобилующим своей неукротимой мощью и наводящим ужас течением».

## Конструкция
Для моста были построены 19 капитальных каменных опор из белого камня, способных долгое время выдерживать мощное течение Рейна и удары льдин при ледоходах. Между ними перекинули несущие деревянные балки. 15 опор подтверждены археологическим находками. Всего насчитывалось 42 деревянных клети, сформировавших мост, длиной 420 метров и шириной 10 метров. В центральной части мост мог открываться для судоходства. Первоначально такая необходимость возникала трижды, а в последующем до 30 раз ежедневно. Предполагаемую реконструкцию моста и археологические находки, связанные с ним, можно увидеть в кёльнском Римско-Германском музее.

## Надобность
Римский мост протягивался примерно от нынешнего Солевого переулка (Salzgasse) в центре Кёльна до современной высотки Ланксес (Lanxess Tower) в Дойце.